# Pinus chiapensis
Pinus chiapensis es el sinónimo de Pinus strobus var. chiapensis Martínez. Es una especie de pino de la familia Pinaceae, comúnmente conocida como pino blanco, pinabete u ocote. Es nativa de México y Guatemala donde crece a una altitud entre 500 y 2300 msnm. Puede alcanzar una longitud de 30-35 m.